# Rugetu (gmina Slătioara)
Rugetu – wieś w Rumunii, w okręgu Vâlcea, w gminie Slătioara. W 2011 roku liczyła 593 mieszkańców.